# Amor, Amor
"Amor, Amor" é uma canção da artista musical brasileira Wanessa Camargo, gravada para o seu quarto álbum de estúdio W (2005). Foi composta por César Lemos e Karla Aponte, sendo que a produção esteve a cargo do primeiro.

## Lançamento
A música foi enviada para as rádios brasileiras em 11 de junho de 2005 através da editora discográfica Sony Music Brasil como o primeiro single do disco, também sendo promovido com um CD single promocional, o qual não foi distribuído por venda, sendo apenas uma amostra grátis. Musicalmente, a canção demonstra uma sonoridade do pop latino. Em termos de desempenho comercial, conseguiu ser uma das dez mais tocadas do país na semana do dia 10 de agosto de 2005, segundo medição feita pela Crowley Broadcast Analysis.
O vídeo musical, dirigido por Victor Cesar Bota, teve gravação decorrida no Rio de Janeiro, na Escola de Música da Universidade Federal da cidade. O projeto foi disponibilizado no canal da MTV, através do programa Disk, sendo posteriormente colocado na iTunes Store de vários países em 24 de agosto de 2010. A faixa recebeu várias interpretações ao vivo como parte da sua divulgação, estando inclusive no alinhamento das digressões W in Tour... Era Uma Vez, Turnê Meu Momento e DNA Tour, sendo que no CD e DVD ao vivo da última, houve um relançamento do single.

## Divulgação
Em 2005, a canção obteve muitas performances de divulgação em seu lançamento como no Domingo Legal do SBT, O Melhor do Brasil da Rede Record, Boa Noite Brasil da Rede Bandeirantes, Domingão do Faustão da Rede Globo entre outros. Em 2013 Wanessa gravou a faixa ao vivo para o DVD ao vivo DNA Tour, com participação da cantora Preta Gil.

## Remix
Em 2013 Wanessa gravou uma versão remixada da canção para a trilha sonora da novela Amor à Vida, da Rede Globo.

## Vídeo musical
O videoclipe foi gravado na Universidade Federal de Música, no Rio de Janeiro. Feito em estilo plano-sequência, acontece em um teatro vazio, Wanessa vai em direção a um aparelho de som e da play na música , ela vai para o palco do teatro e começa a executar uma coreografia solo. Ela dança sozinha o vídeo todo, o vídeo é bem envolvente e sensual. Diferente dos clipes anteriores que contavam a história da letra da música, "Amor, Amor" explora as batidas fortes da música, com foco na dança.

## Lista de faixas
| CD single |              |         |  |
| N.º       | Título       | Duração |  |
| 1.        | "Amor, Amor" | 2:57    |  |

| Download digital - Remix 2013 |                           |         |  |
| N.º                           | Título                    | Duração |  |
| 1.                            | "Amor, Amor" (Remix 2013) | 3:03    |  |

| Remixes (EP) |                                   |         |  |
| N.º          | Título                            | Duração |  |
| 1.           | "Amor, Amor" (Remix)              |         |  |
| 2.           | "Amor, Amor" (House Mix)          |         |  |
| 3.           | "Amor, Amor" (BM Trip Mix)        |         |  |
| 4.           | "Amor, Amor" (Indian Vibes Mix)   |         |  |
| 5.           | "Amor, Amor" (Remix Apavoramento) |         |  |

## Histórico de lançamento
| País   | Data                | Formato(s) | Gravadora  |
| ------ | ------------------- | ---------- | ---------- |
| Brasil | 11 de junho de 2005 | Airplay    | Sony Music |